# Floyd County, Indiana
Floyd County är ett county i delstaten Indiana, USA. År 2010 hade county 74 578 invånare. Den administrativa huvudorten (county seat) är New Albany.

## Geografi
Enligt United States Census Bureau har countyt en total area på 384 km². 383 km² av den arean är land och 1 km² är vatten.

### Angränsande countyn
- Clark County - nordost
- Jefferson County, Kentucky - söder, över Ohiofloden
- Harrison County - väst
- Washington County - nordväst